# Hanekullen en Kålltorp
Hanekullen en Kålltorp (Zweeds: Hanekullen och Kålltorp) is een småort in de gemeente Kungälv in het landschap Bohuslän en de provincie Västra Götalands län in Zweden. Het småort heeft 82 inwoners (2005) en een oppervlakte van 24 hectare. Eigenlijk bestaat het småort uit twee plaatsen: Hanekullen en Kålltorp.